# Euscelidia rapacoides
Euscelidia rapacoides là một loài ruồi trong họ Asilidae. Euscelidia rapacoides được Oldroyd miêu tả năm 1972. Loài này phân bố ở miền Ấn Độ - Mã Lai.